# 永修戰鬥
永修戰鬥發生於1926年10月5日－9日，地點則是在中國贛北一帶，是國民革命軍北伐戰爭的戰鬥之一。永修戰鬥的交戰雙方，一方為國民革命軍，另一方為蘇十師鄧如琢部。

## 參看
- 中華民國北洋政府時期內戰戰鬥列表